# Can Santpare
Can Santpare és una masia de Dosrius (Maresme).

## Descripció
Masia aïllada formada per diversos cossos adossats que li proporcionen una planta irregular. El volum principal, situat a la banda de migdia de la construcció, és de planta rectangular i inclou una ampliació per la banda de ponent, perfectament integrada dins la construcció. Tot i això, la masia està segregada en dos habitatges independents, amb una tanca de separació adossada al bell mig del parament. Presenta una coberta de teula àrab de dues vessants, amb el carener perpendicular a la façana principal, i està distribuït en planta baixa i pis. L'habitatge principal, que està reformat, compta amb un portal d'accés rectangular amb els brancals bastits amb carreus de pedra i la llinda de fusta. Al pis hi ha dues finestres rectangulars emmarcades amb carreus de pedra i amb les llindes sostingudes amb permòdols. L'altre habitatge, que no està reformat, compta amb la mateixa tipologia de portal i una finestra de les mateixes característiques que les anteriors. La resta d'obertures es corresponen amb senzilles finestres rectangulars. La façana està rematada amb un ràfec de teula àrab. Aquest volum presenta l'aparell de l'obra vist a la part corresponent a l'habitatge reformat. És de pedra de diverses mides disposada irregularment. Per contra, la part corresponent a l'altre habitatge té el parament arrebossat. Adossats a la banda de tramuntana del volum principal hi ha dos cossos rectangulars amb cobertes de teula àrab de dues vessants, i distribuïts en planta baixa i pis, i una sola planta. Corresponen a habitatges independents. Davant de la façana principal, a la banda de ponent, hi ha un pou cobert de planta circular, bastit en pedra i maons.

## Història
Pel que sembla, la masia sempre ha estat relacionada amb les famílies Martorell i Munné (de fet, la construcció està segregada en quatre habitatges). En aquest sentit hi ha un seguit de referències documentals datades dins l'època moderna que estan relacionades amb aquests cognoms: En primer lloc, en una llibreta datada l'any 1779 "per passar a fer revista de terres y vinyes de Dosrius y Canyamars", hi consta en "Joseph Munné". Poc després, en les "Llibretes per cobrar lo reial cadastro de dosrius y cañamas del primer ters de 1787", i també en les posteriors fins a l'any 1792, apareix el topònim "Mone" i "Casa Gracia Mone". De fet, la primera referència documental directa de la masia la trobem en una relació de les cases que existien a Dosrius consultada a finals del segle XIX pel rector Gaietà Viaplana. En aquest document hi consta que l'any 1632 ja existia una casa anomenada "Monner" dins del veïnat de Dosrius. Posteriorment, la masia apareix grafiada en un plànol cadastral dels termes de Dosrius i Canyamars elaborat l'any 1853. Tot i que l'edifici sencer es coneix com a masia de can Santpare, en realitat, aquest topònim correspon a l'habitatge principal que ha estat reformat. L'altre habitatge, situat al seu costat, és conegut com a can Bernat des de l'any 1935, quan s'hi va instal·lar la família procedent de la masia de can Bernat. Aquests habitatges han estat reformats al llarg del temps. L'any 1970 es va reconstruïr la coberta amb bigues de formigó i es va reformar l'interior de l'habitatge de can Santpare. A finals dels anys 70 i principis dels 80, l'interior de can Bernat fou completament reformat. Altres reformes s'han anat executant entre finals del segle XX i principis del segle XXI. El topònim amb el que es coneix la masia és de procedència desconeguda peò, segons les fonts orals, podria venir d'un avantpassat de la família Martorell que era molt religiós.